# Bruebach
Bruebach is een gemeente in het Franse departement Haut-Rhin in de regio Grand Est. De gemeente maakt deel uit van het arrondissement Mulhouse en sinds 22 maart 2015, toen het kanton Mulhouse-Sud waar Bruebach deel van uitmaakte werd opgeheven, van het kanton Brunstatt, dat sinds 2021 kanton Brunstatt-Didenheim heet.De gemeente telde 1.050 inwoners op 1 januari 2022.

## Geografie
De oppervlakte van Bruebach bedraagt 7,01 vierkante kilometer; Op 1 januari 2022 was de bevolkingsdichtheid 149,8 inwoners per km².

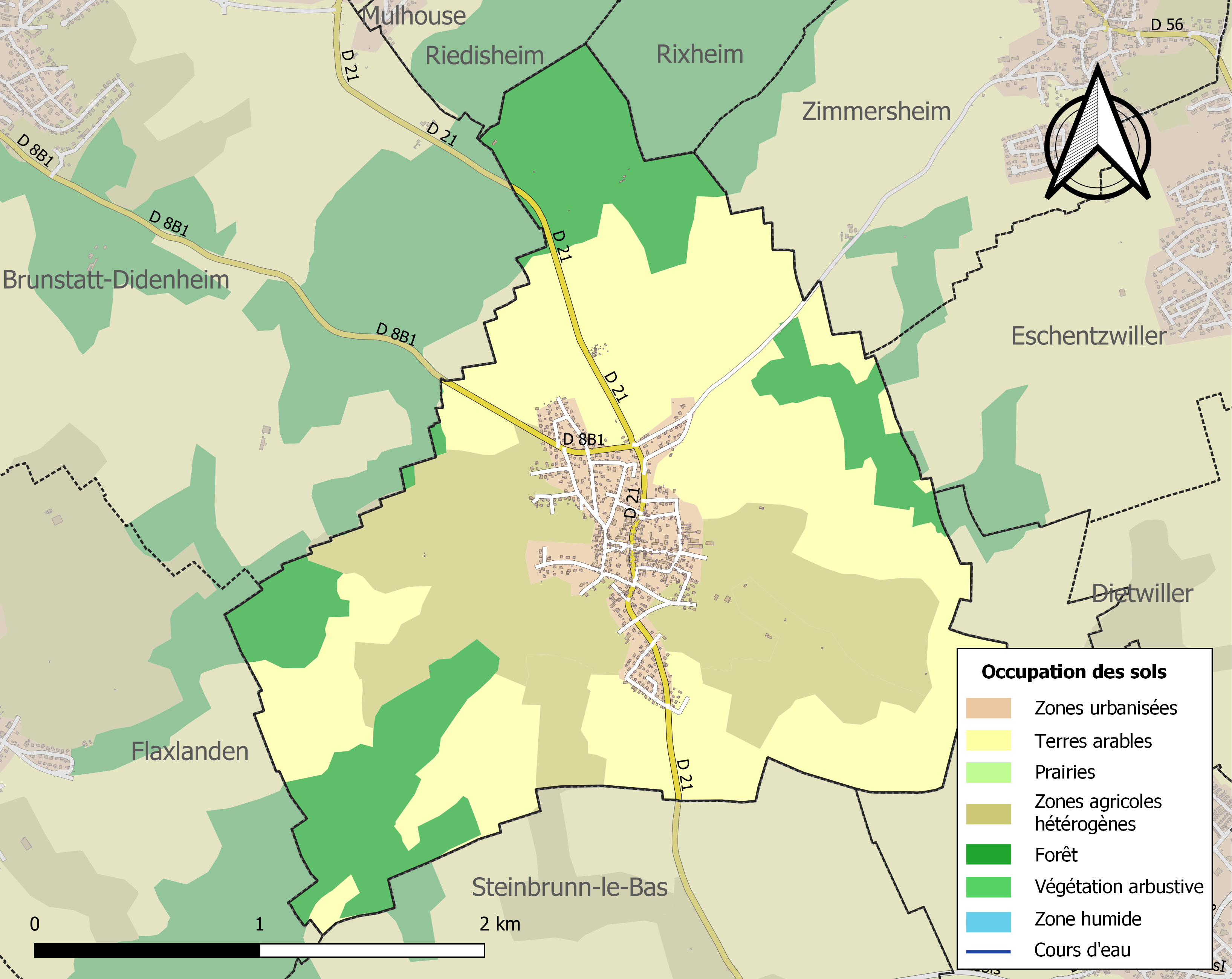
Kaart van de gemeente met de belangrijkste infrastructuur, bodemgebruik en omliggende gemeenten

## Demografie
Onderstaande figuur toont het verloop van het inwonertal.
Bartenheim · Brinckheim · Bruebach · Brunstatt-Didenheim · Dietwiller · Eschentzwiller · Flaxlanden · Geispitzen · Helfrantzkirch · Kappelen · Kembs · Kœtzingue · Landser · Magstatt-le-Bas · Magstatt-le-Haut · Rantzwiller · Schlierbach · Sierentz · Steinbrunn-le-Bas · Steinbrunn-le-Haut · Stetten · Uffheim · Wahlbach · Waltenheim · Zaessingue · Zillisheim · Zimmersheim